# Sakdiyah Ma'ruf
Sakdiyah Ma'ruf (Pekalongan, Indonèsia, 11 de febrer de 1982) és una comediant en viu indonèsia. És coneguda per abordar l'extremisme islàmic a Indonèsia dins de les seves rutines còmiques.

## Primers anys i educació
Va néixer en una família d'ascendència àrab-hadrami a Pekalongan, Java Central. Ha descrit la comunitat en la qual va créixer com a preocupada per la seva identitat àrab i amb la nació que té un millor sentit del que són "les ensenyes islàmiques més veraces i pures" que altres comunitats a Indonèsia.
Els seus pares, segons ella, eren "molt conservadors" en la majoria de les formes durant la seva infantesa, pressionant-la per "casar-se amb un dels seus cosins llunyans", com havia fet la seva mare. Ella li va dir a The Huffington Post que va ser criada "amb l'expectativa fallida de créixer d'una manera decent, una noia musulmana que continués preservant llur identitat religiosa i ètnica cuidant-se amb cura durant la infància i l'adolescència per guanyar-se l'amor d'un home ric i respectat de la comunitat". Però, segons ells, "va créixer un ressentiment vers el matrimoni i la vaig dir a la mama que no volia casar-me mai. Ho vaig dir quan encara era a l'escola secundària.”
Malgrat el seu conservadorisme, els pares de Ma'ruf li van permetre "exposar-se a la cultura pop occidental, des de Full House, Roseanne a MTV.” De fet ella “va aprendre anglès per sí sola veient sitcoms com ara The Cosby Show, Roseanne, Seinfeld i Full House, tots ells subtitulats en Bahasa Indonesia.” Des del moment en què estava a l'escola secundària, segons ella, va gaudir de "sitcoms i comèdies estatunidenques.” Pel temps que ella era a l'escola secundària "va descobrir que les estrelles dels seus xous favorits actualment eren còmics en viu. El seu camí esdevingué clar.” Quan, en 2009, va veure nombroses vegades el DVD de Robin Williams Live on Broadway va decidir dedicar-se a la comèdia. Va començar a fer actuacions en viu, va dir "ensenya'm a ser complement honesta amb mi mateixa, la meva experiència i els meus defectes". Va començar amb material "suau" "sobre mi mateixa com una solterona als ulls d'una comunitat d'ascendència àrab". Amb el temps va començar a tractar temes relacionats amb l'Islam com la violència.
Ma'ruf va obtenir un grau en anglès a la Universitat Gadjah Mada (UGM) de Yogyakarta en 2009. La seva dissertació va ser sobre la comèdia en viu. Pel novembred e 2014 va completar el seu gran a la UGM. “Sóc l'única noia de la meva escola primària islàmica que ha tingut l'oportunitat d'obtenir un màster", va dir.

## Carrera
Des de 2009 Ma'ruf ha treballat a temps complet com a intèrpret professional i traductora. En el seu temps lliure, realitza comèdia. Ella ha aparegut en un canal privat de televisió, ha actuat a locals de Jakarta, i pres part en un xou amb altres còmics. Durant algunes de les seves aparicions a la televisió, els productors "li han demanat que censuri els seus propis acudits, dient-li que eren massa conceptuals, teòrics, carregats de missatge." Però se sent obligat a perseverar-los, vivint en una societat on les dones són asquer per ser víctimes de violació en grup.
Hans David Tampubolon va escriure a The Jakarta Post en novembre de 2014 que "al contrari que ell coix i avorrit escenari de comèdia en viu a Indonèsia," Ma'ruf "ha començat el que podria considerar-se una revolució" i ha arquejat "celles amb les seves aparicions pràctiques" perquè a ella "li agrada tractar obertament temes altament controvertits que en general són evitats pels còmics populars per tal de mantenir les seves cares a les seves pantalles de televisió. " Tampubolon estableix que donada la seva "mirada distintiva i creixent popularitat", Ma'ruf "podria haver-se convertit en una estrella de comèdia habitual a la televisió," però a causa de les constants demandes dels productors de televisió que se censuri a si mateixa, "en comptes ella opta per actuar en viu, lliurant dels seus missatges sense censura per preservar el seu art.” Ells ha dit que “per a ella, ser còmica no es tracta de fama o de diners sinó de donar al seu públic una experiència inoblidable i fer-los pensar sobre els afers socials que els afecten personalment, fins i tot després que caigui el teló.”
Entre les seves influències ja citat Sarah Silverman, Tina Fey, Margaret Cho, Roseanne, Ellen, Kathy Griffin, Robin Williams, Stephen Colbert, Chris Rock, Ricky Gervais, i Jerry Seinfeld. El seu còmic favorit és Louis C.K. Ha estat descrita com que té “l'alegria de Williams, l'amargor de Louis i...com Cosby, mai usa males paraules o llenguatge profà en el lliurament dels seus missatges”
Gran part de la seva comèdia és sobre l'extremisme islàmic; ella s'ha queixat des de fa gairebé una dècada després de la introducció de la democràcia, "Indonèsia ha experimentat un creixement significatiu de portadors de turbants, creixement de barbes, de musulmans cridant en veu alta encoratjant l'Islam que no tolera parlar a les dones i les minories.” Ha dit que malgrat la seva educació, ella gaudeix de "comèdies americanes més que la da'wah televisada. No parlo àrab com la majoria dels meus cosins, i crec fermament que puresa ètnica que reclama la meva comunitat no és més que una al·lucinació, ja que tots som mestissos que hem viscut a Indonèsia de l'època colonial. De fet, podria ferit la nostra religiositat com jo crec que Déu ens va crear lliures i iguals i només ens jutjarà la nostra obediència i devoció a Ell.” Tot i així, porta un vel perquè el considera alliberador: "comprova els estàndards de bellesa impossibles. Assegura la propietat sobre el seu propi cos. El seu ús del vel també és un dels extrems gravitacionals de la indústria de la moda, cosa que li permet centrar-se en qüestions de justícia, violència i igualtat.”

## Premis i honors
Ma'ruf fou premiada amb el premi Václav Havel per Creadors Dissidents al Fòrum de la Llibertat d'Oslo en maig de 2015. En 2018 fou proposada a integrar la llista 100 Women BBC.